# Мяннику (Харьюмаа)
Мя́ннику (эст. Männiku) — деревня в волости Саку уезда Харьюмаа, Эстония. В 1970—1977 годах имела официальный статус сельского посёлка.

## География и описание
Граничит с одноимённым районом Таллина. У восточной границы деревни расположены озёра Мяннику.
Климат — умеренный. Высота над уровнем моря — 51 метр. Официальный язык — эстонский. Почтовый индекс — 75511.
В Мяннику находятся песчаные карьеры, стрельбище Таллинской дружины Союза обороны Эстонии (для пневматического оружия), трек для мотокросса и железнодорожная станция (13 км от Таллина).

## Население
По данным переписи населения 2021 года, в Мяннику насчитывалось 302 жителя, из них 208 (69,1 %) — эстонцы.
По данным переписи населения 2011 года, в деревне проживал 281 человек, из них 166 (59,1 %) — эстонцы.
Численность населения деревни Мяннику по данным переписей населения:
| Год  | 1959 | 1970  | 1979  | 1989  | 2000  | 2011  | 2021  |
| ---- | ---- | ----- | ----- | ----- | ----- | ----- | ----- |
| Чел. | 312  | ↗ 606 | ↘ 555 | ↘ 221 | ↗ 246 | ↗ 281 | ↗ 302 |

## История
В начале XX века Мяннику состояла из нескольких хуторов, занимавшихся производством молока, которое можно было приобрести на рынках в Таллине.
Деревня основана в 1914 году Сакуским обществом садоводов и названа по одноимённой железнодорожной станции. На земле, купленной у мызы Сак (Саку), планировалось построить так называемый Романовский город-сад, но благодаря выгодному стратегическому положению по отношению к Ревелю в 1915 году на этой территории были возведены сооружения Морской крепости Императора Петра Великого и построены склады. 
Во время Первой Эстонской республики здесь базировался летний лагерь Таллинского охранного батальона и склад боеприпасов.
15 июня 1936 года на Мянникуской фабрике по производству боеприпасов произошёл взрыв, унёсший жизни 60 человек (по другим данным — 63). В спасательных работах принял участие лично главнокомандующий эстонской армией Йохан Лайдонер. Это трагедия стала одной из самых крупных катастроф в Эстонии XX века. На Военном кладбище Таллина воздвигнут мемориал жертвам взрыва.
После Второй мировой войны  до 1977 года населённый пункт назывался посёлком Мяннику. В советское время здесь располагалась воинская часть. В настоящее время территория рядом с деревней используется эстонской армией для учений (общая площадь полигона составляет 1246 га, из них 8,7 га в западной части относятся к посёлку Луйге и 22 га на юго-западе — к деревне Таммемяэ).

## Галерея

Деревня Мяннику, Харьюмаа
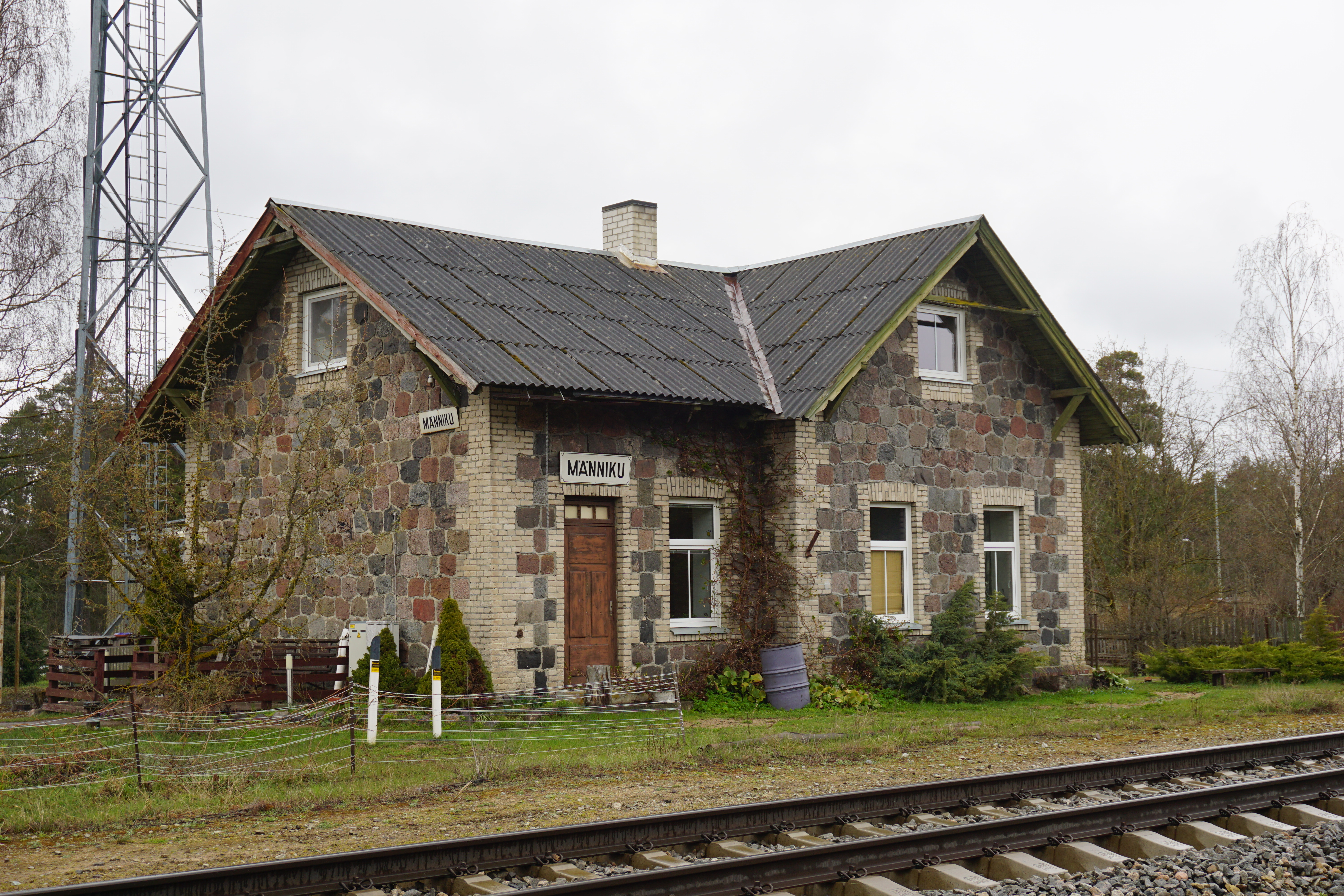
Бывшее здание ж/д станции
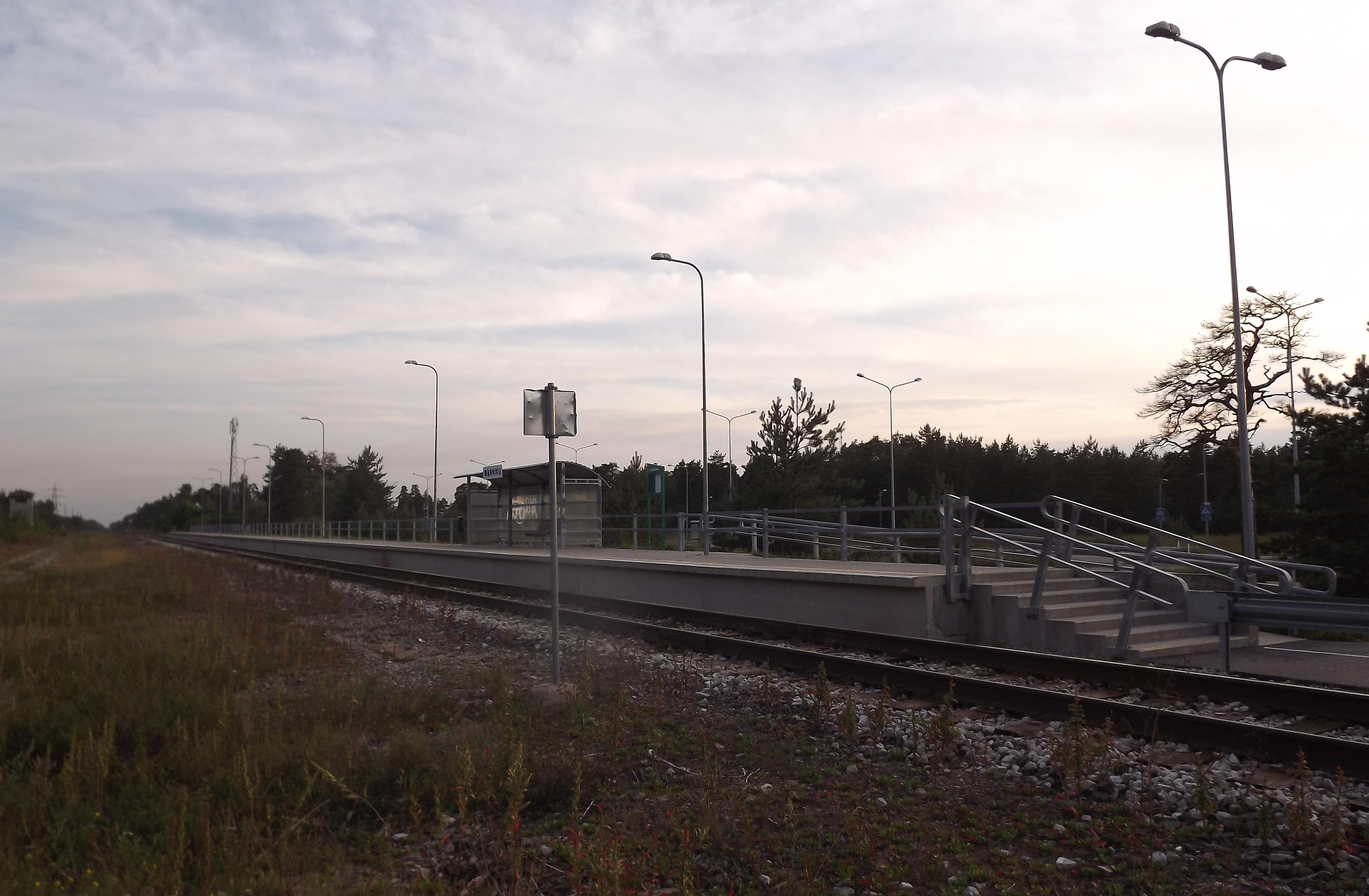
Остановочный пункт Мяннику
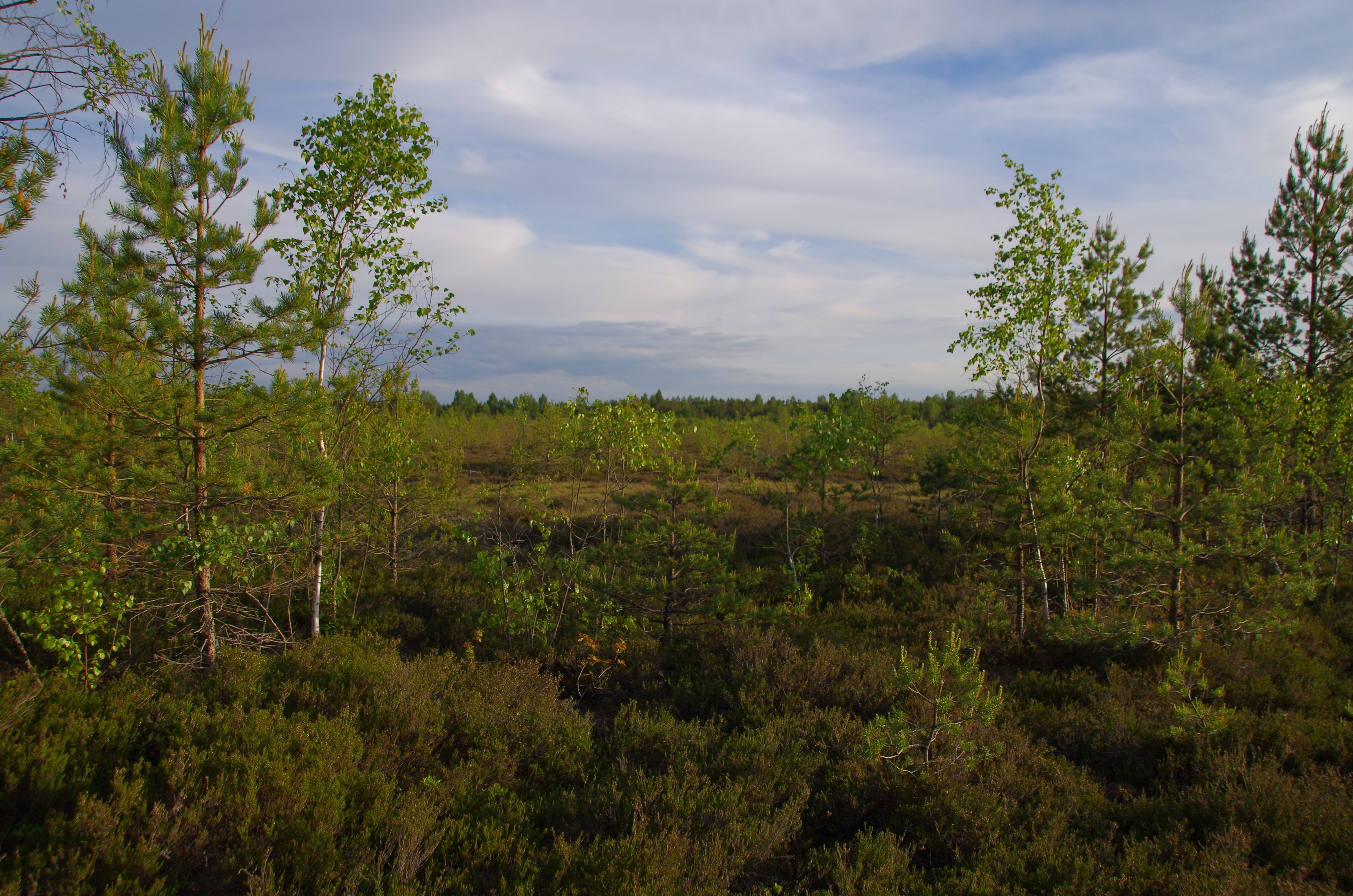
Болото Мяннику
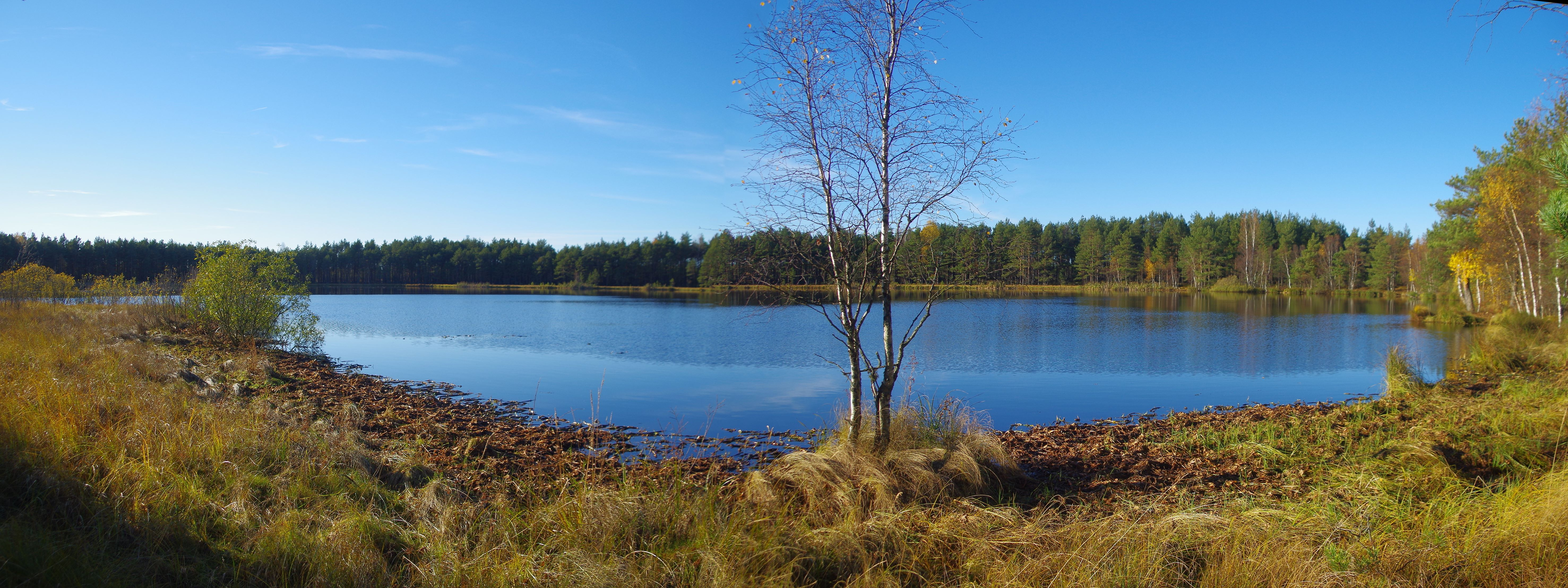
Озеро Рятсепа